# UTC+2:30
UTC+2:30 је временска зона која се користила у Москви у Руском царству, од краја 19. века до Октобарске револуције.

## Историја
Крајем 19. века у Русији је уведено московско време, првобитно у UTC+2:30. После Октобарске револуције, временска зона је прво промењена у UTC+2:00, а 1930. промењена у UTC+3:00.